# Forat magne
El forat magne o foramen magnum (en català, 'gran forat') és una gran obertura de l'occipital del crani humà. És una de les diverses obertures ovalades o circulars de la base del crani (foramina), a través de la qual el bulb raquidi (una extensió de la medul·la espinal) entra i surt de la volta del crani.
A part de la transmissió del bulb raquidi i les seves membranes, el forat magne també transmet el nervi espinal accessori, les artèries vertebrals, les artèries espinals (anterior i posterior), la membrana tectòria i els lligaments alars.

## Importància
En humans, el forat magne està més avall del cap que en altres homínids. Per tant, en els humans, els músculs del coll (inclòs el múscul occipito-frontal) no necessita ser tan fort per tal de mantenir dret el cap. Les comparatives de la posició del forat magne en els primers homínids, són útils per determinar el grau de confort d'una espècie concreta, a l'hora de caminar sobre dues extremitats (bipedisme) en lloc de fer-ho sobre les (quatre potes).

## Imatges addicionals
- Il·lustració de l'occipital (cara exterior)
- Il·lustració de la base del crani (cara interior)
- Il·lustració de la base del crani (cara superior)
- Fotografia de la base del crani